# 川辺町 (鹿児島県)
川辺町（かわなべちょう）は、鹿児島県薩摩半島南部の川辺郡に存在した町。2007年12月1日に川辺郡知覧町、揖宿郡頴娃町と合併し南九州市となった。
乗馬が体験できる馬事公苑がある。

## 地理
山熊ヶ岳、下山岳、田上岳
河川万之瀬川、神殿川、野崎川、麓川、永里川、大谷川、佐々良川
湖沼川辺ダム湖
とも池
東端：東経130度29分22秒
西端：東経130度18分48秒
南端：北緯31度18分17秒
北端：北緯31度28分18秒

### 隣接していた自治体
- 鹿児島市
- 枕崎市
- 南さつま市(旧加世田市、旧金峰町)
- 川辺郡：知覧町

## 歴史

### 沿革
- 1889年4月1日

町村制施行により川辺郡平山村・田部田村・永田村・野間村・宮村・高田村・今田村・小野村・両添村・野崎村・古殿村・清水村・神殿村・本別府村が合併し、川辺村が発足。
同じく川辺郡上山田村、中山田村、下山田村が合併し、勝目村が発足。
- 1923年10月13日

川辺村が町制施行し川辺町となる。
- 1950年4月1日

川辺町本別府亀甲を勝目村に編入。
- 1956年9月1日

川辺町と勝目村が合体し川辺町となる。
- 2007年11月4日

川辺町文化会館で川辺町の閉町式が行われた。
- 2007年12月1日

知覧町・頴娃町と合併し、南九州市が発足し、川辺町は独立の自治体の名称としては名目上廃止となった。

#### 地名
合併後の地名、大字。
従来の郡名（川辺郡）を「南九州市」に置き換えた上で、もとの町名（川辺町） + もとの大字名を新たな大字名とする。なお、「大字」の表記は付けない。
| - 川辺町 平山: - 川辺町 田部田:（たべた） - 川辺町 永田:（ながた） - 川辺町 下山田（勝目村）: - 川辺町 中山田（勝目村）: - 川辺町 上山田（勝目村）:（かみやまだ） | - 川辺町 本別府:（もとべっぷ） - 川辺町 高田:（たかた） - 川辺町 宮: - 川辺町 小野:（おの） - 川辺町 今田:（いまだ） - 川辺町 両添:（りょうぞえ） | - 川辺町 野崎:（のさき） - 川辺町 清水:（きよみず） - 川辺町 古殿:（ふるとの） - 川辺町 神殿:（こうどの） - 川辺町 野間:（のま） |

## 行政
南九州市内で頴娃町、知覧町、川辺町でゴミの分別方法が異なる。頴娃町、知覧町に比べ川辺町の分別数は飛躍的に多く、引っ越して来た住民は戸惑うこともある。ゴミ焼却場から出る焼却灰のダイオキシン除去や焼却灰のレンガ利用で全国から視察が相次いだが維持コストが高く、模範した焼却場はない。人口流出に歯止めが効かず、過疎の一途をたどっている。

## 経済

### 産業
農業
 ; メロン、レタス、茶
畜産業
 ; 肉牛（かわなべ牛）
子牛の生産も活発で全国に子牛が流通しおり、松阪牛、神戸牛などのブランド牛として育てられている
工業
 ; 川辺仏壇

## 地域

### 教育

#### 高等学校

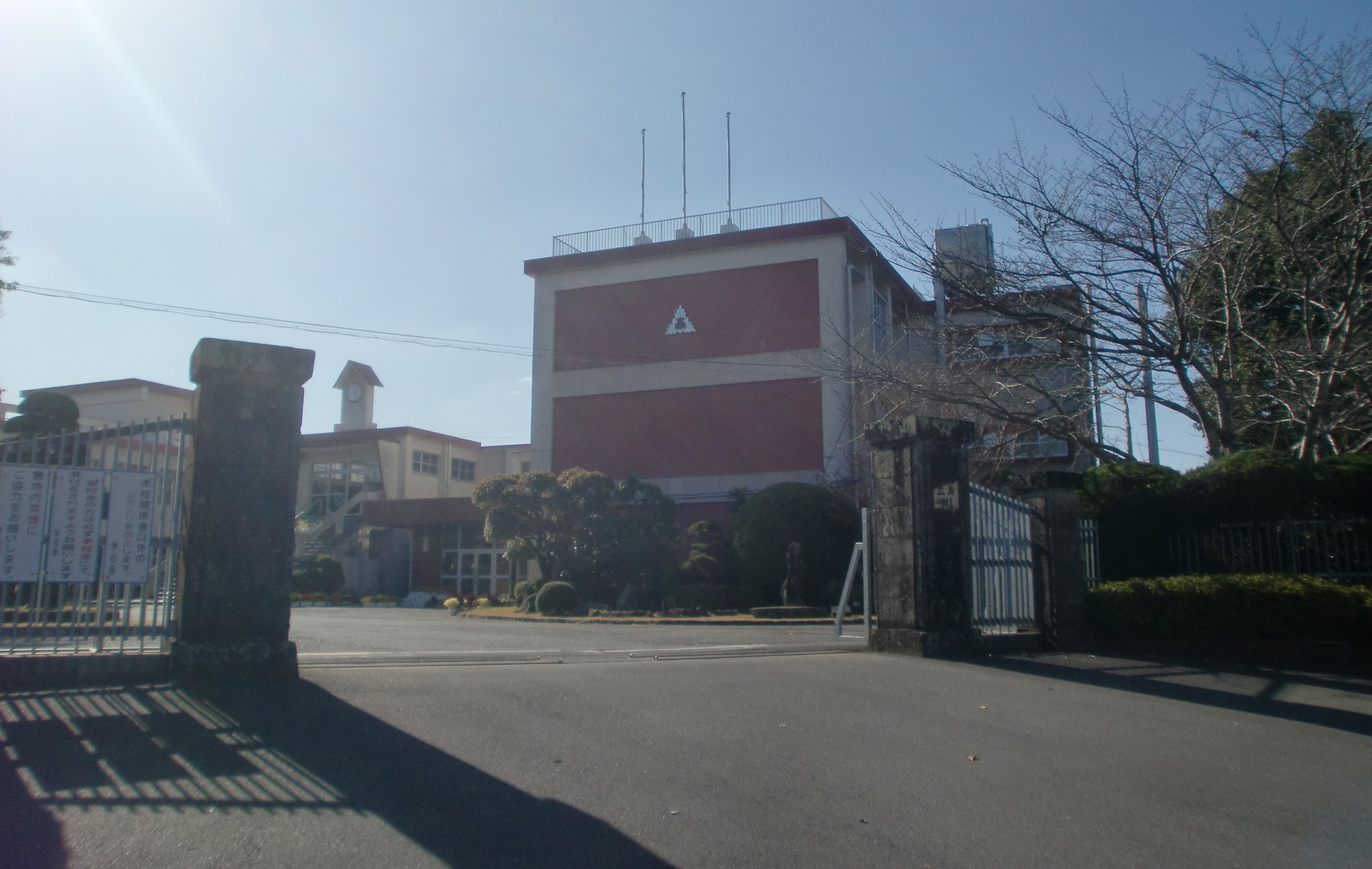
鹿児島県立川辺高等学校

#### 中学校

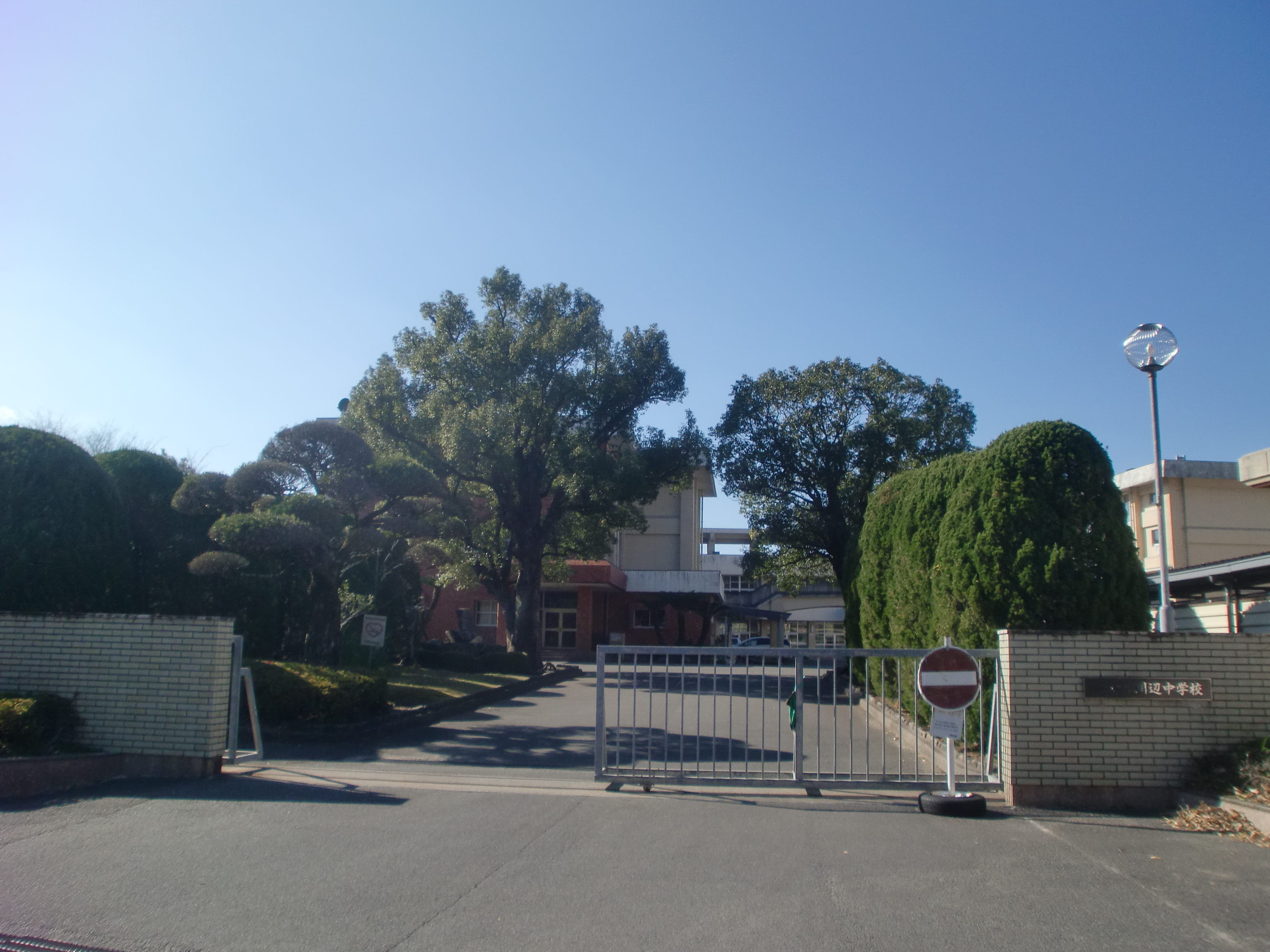
川辺町立川辺中学校

#### 小学校

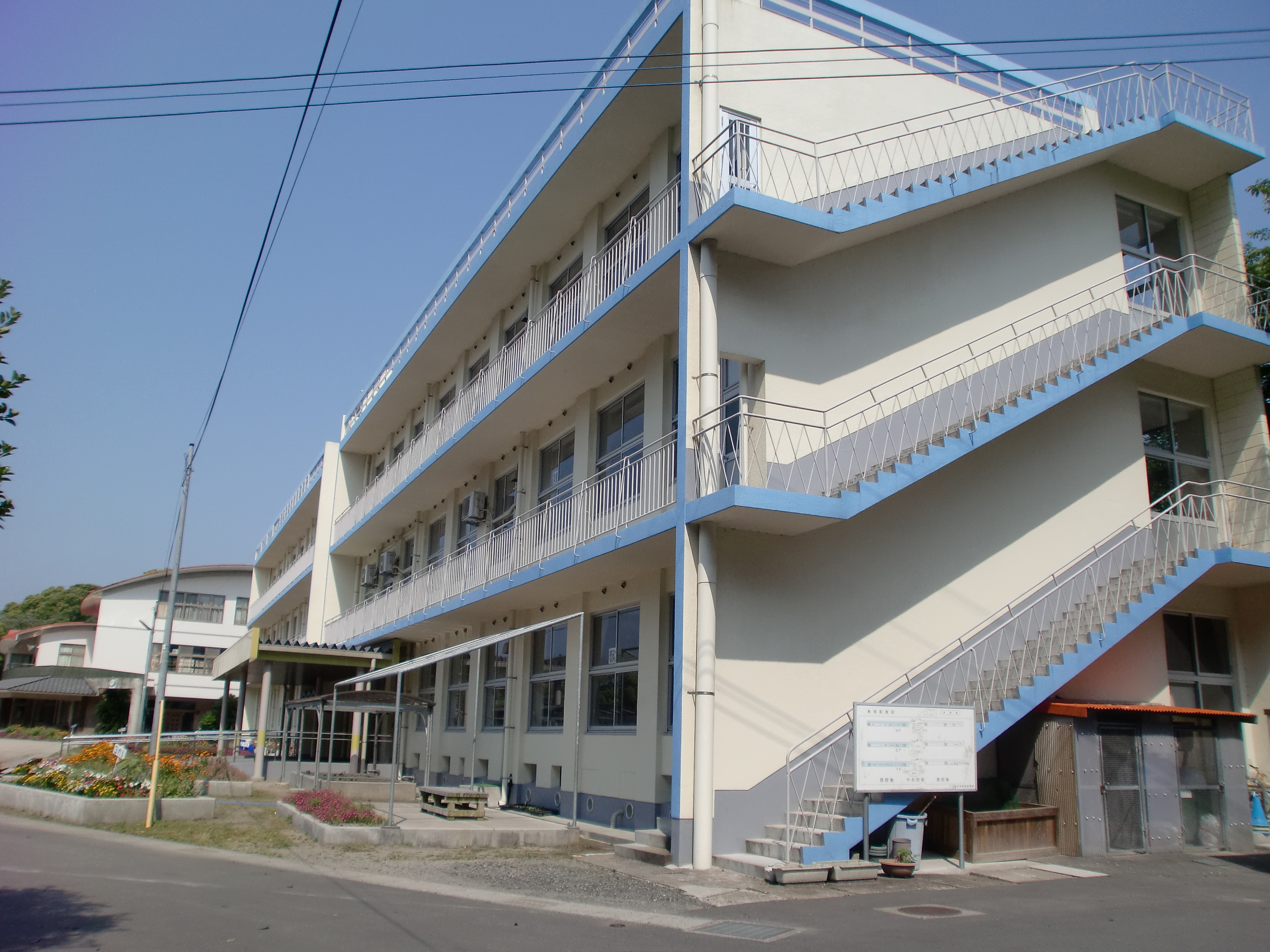
川辺町立川辺小学校
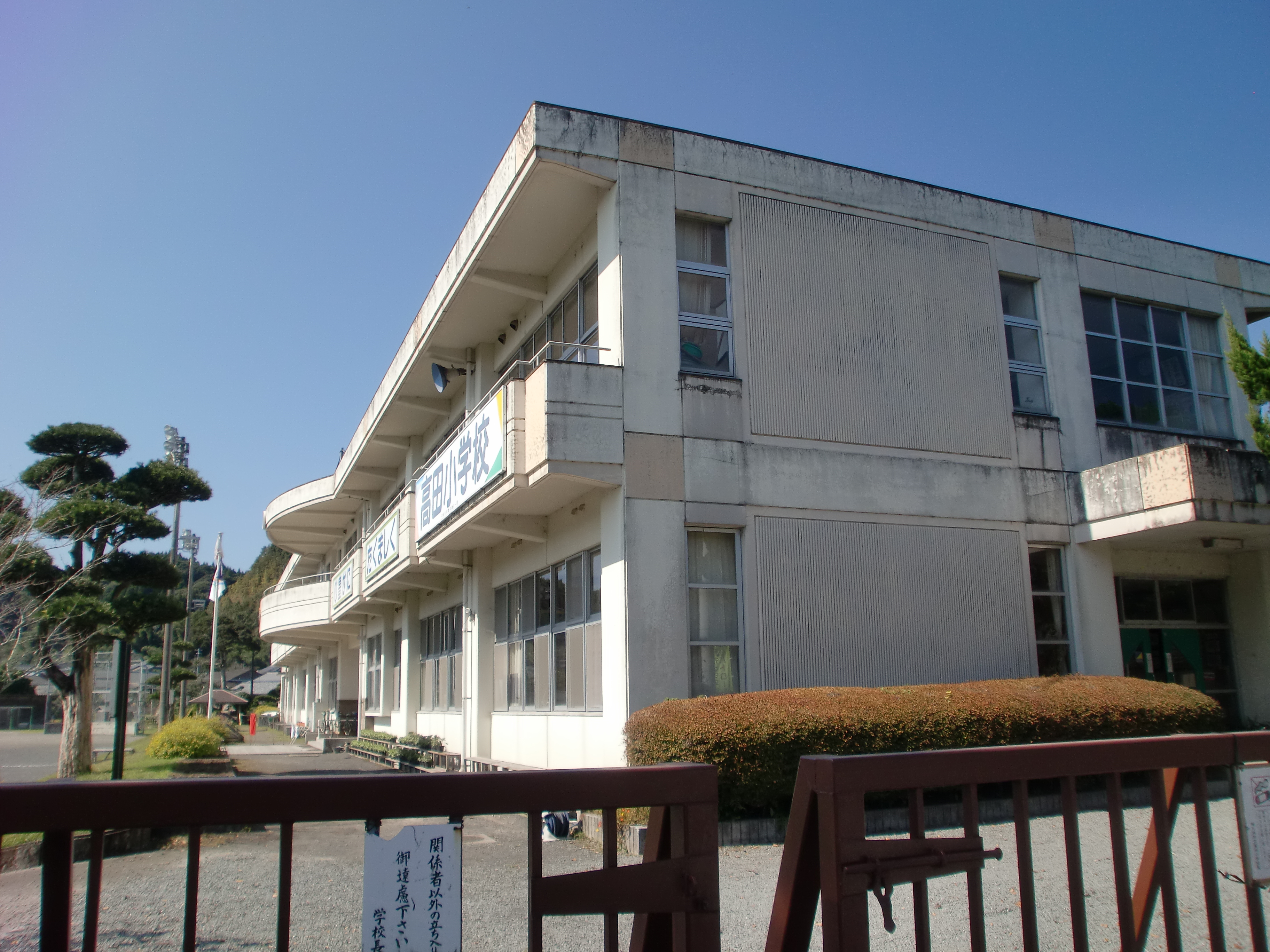
川辺町立高田小学校
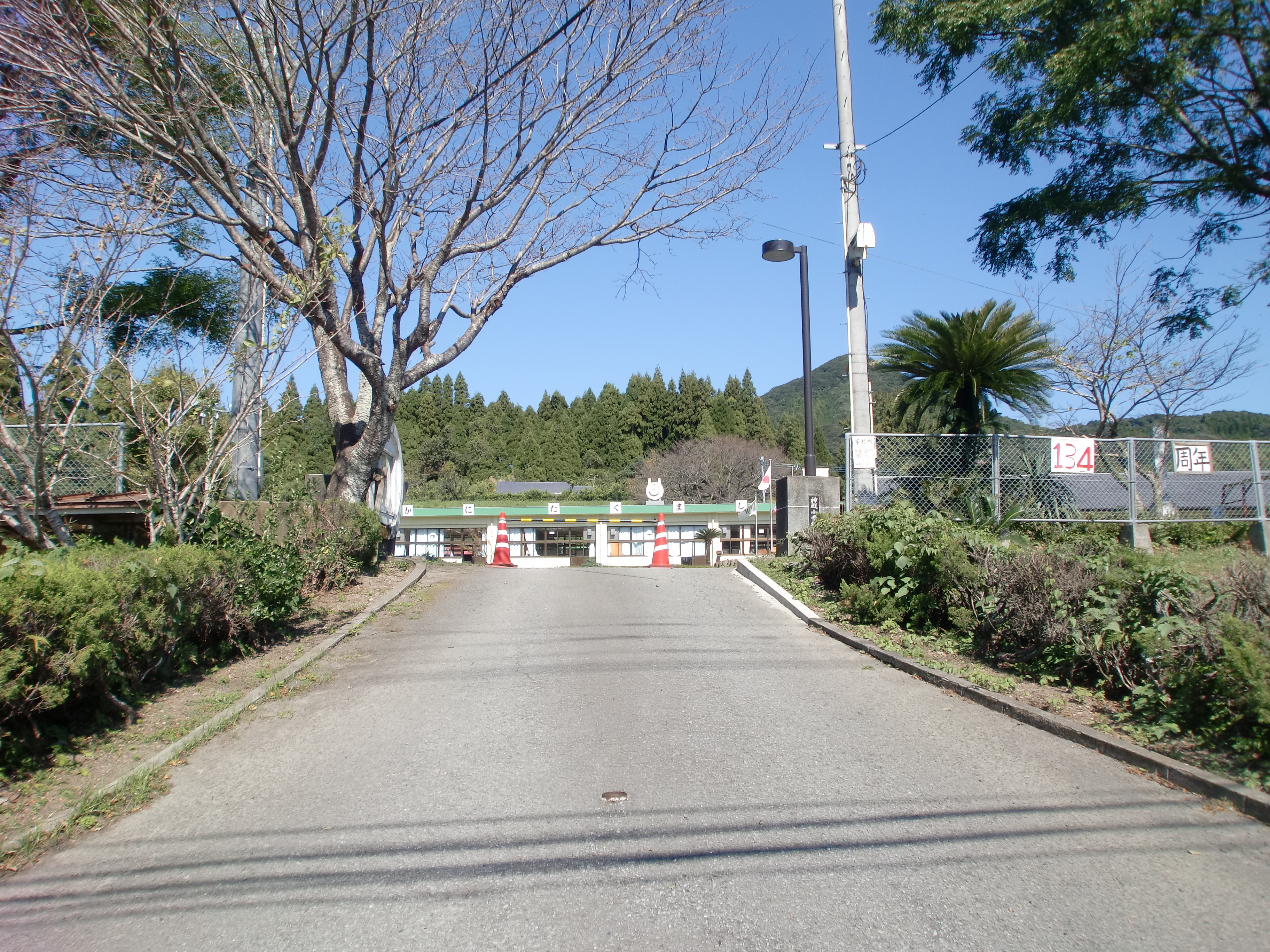
川辺町立神殿小学校
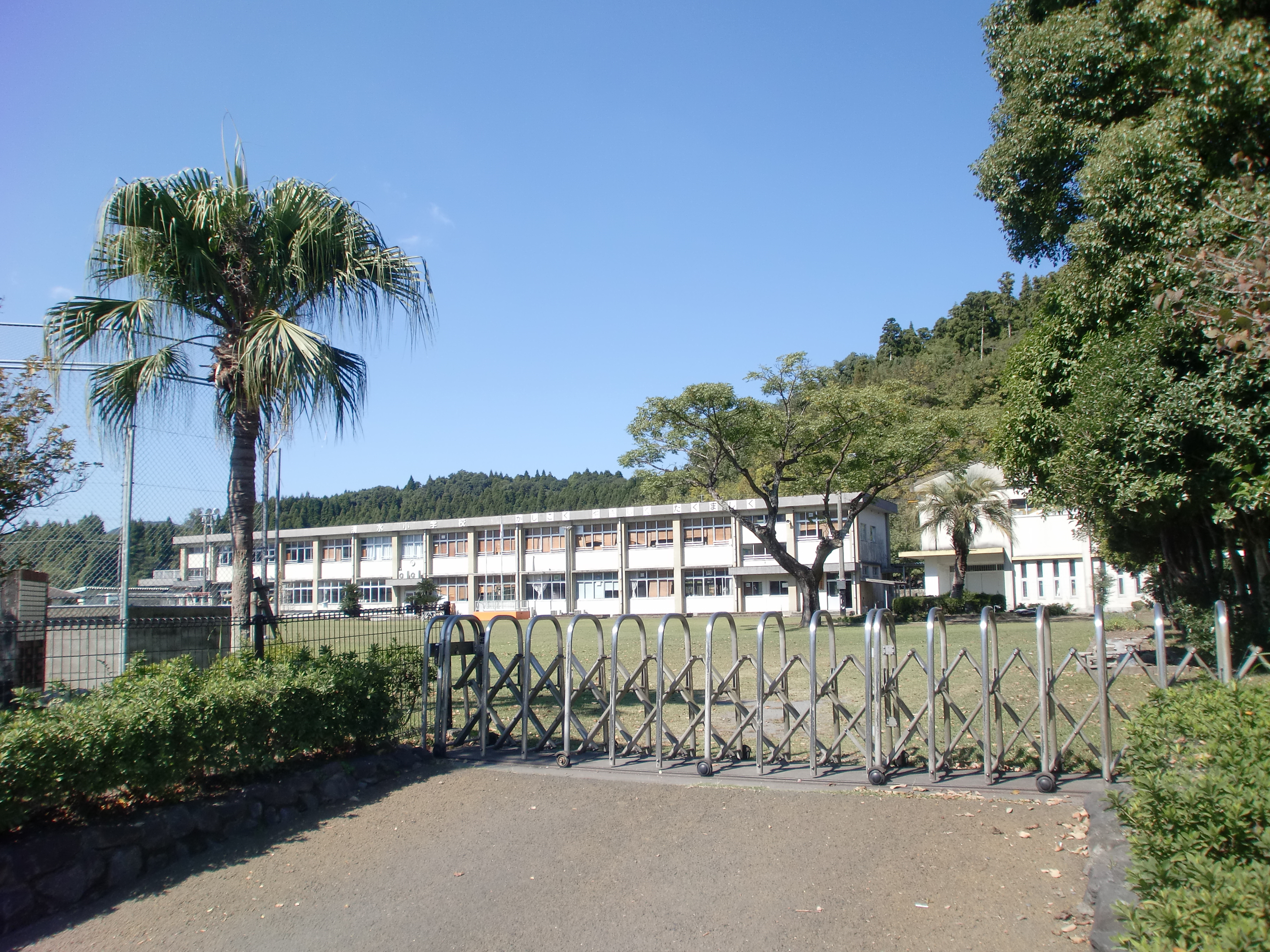
川辺町立清水小学校
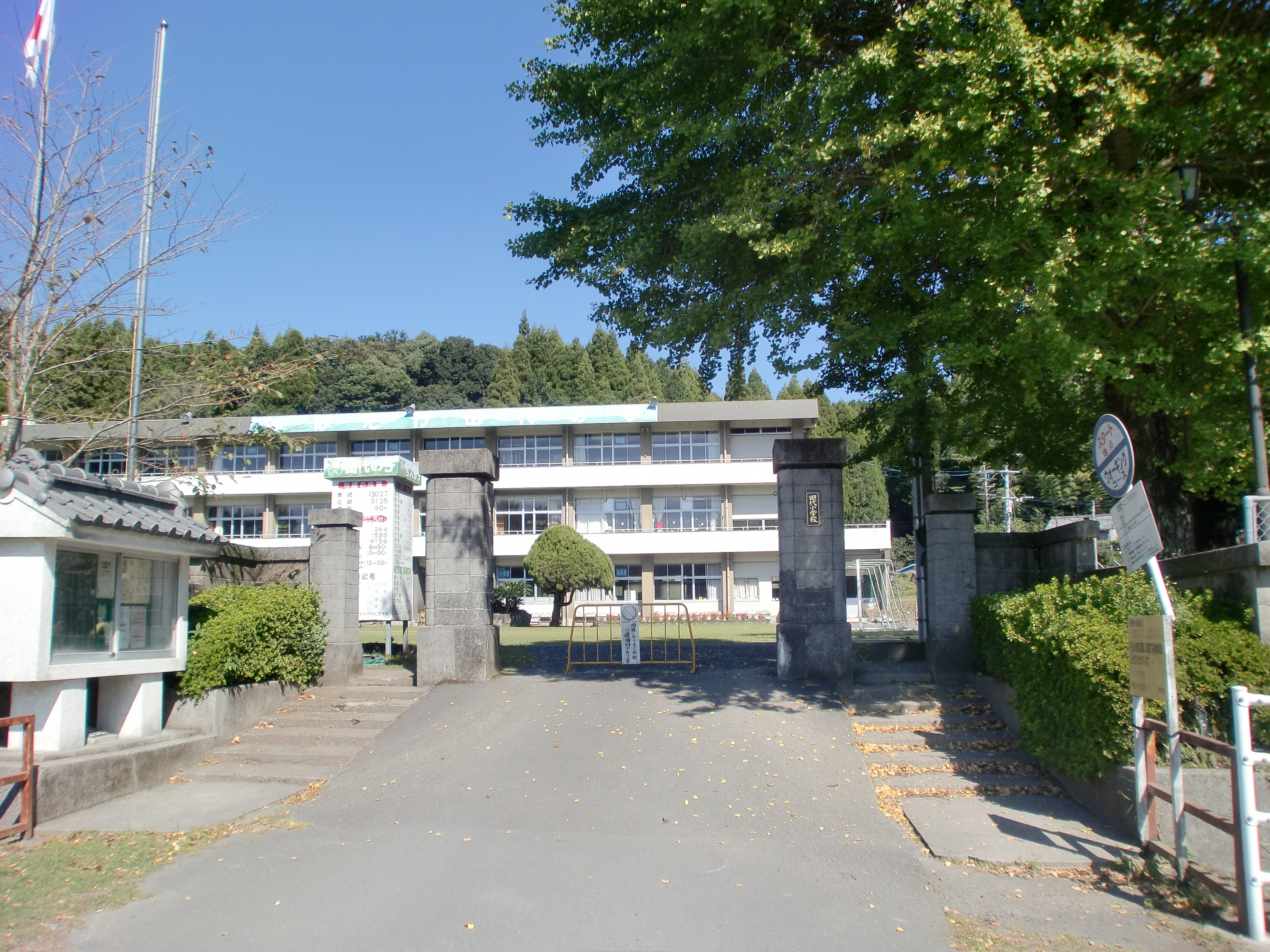
川辺町立田代小学校
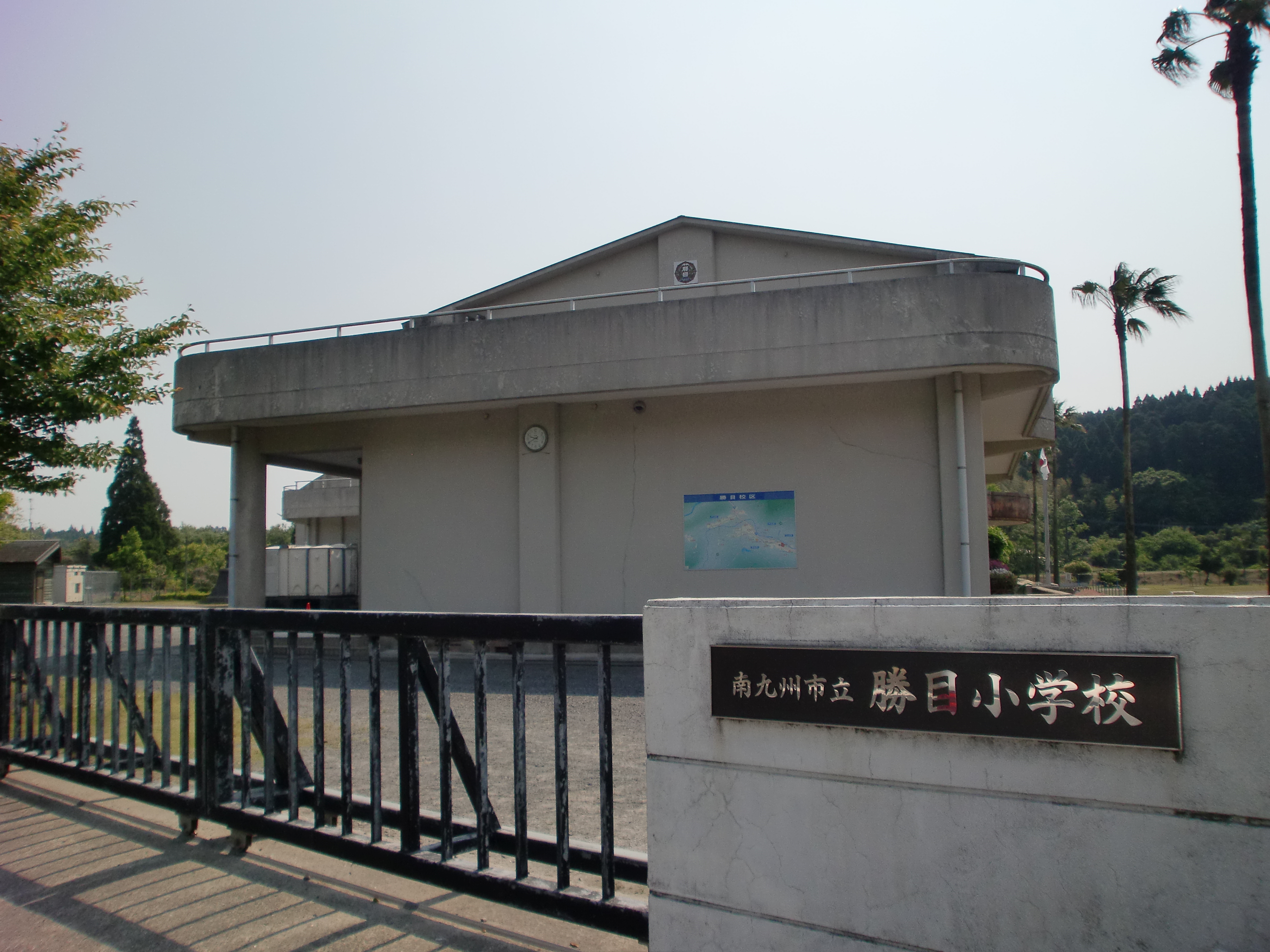
川辺町立勝目小学校
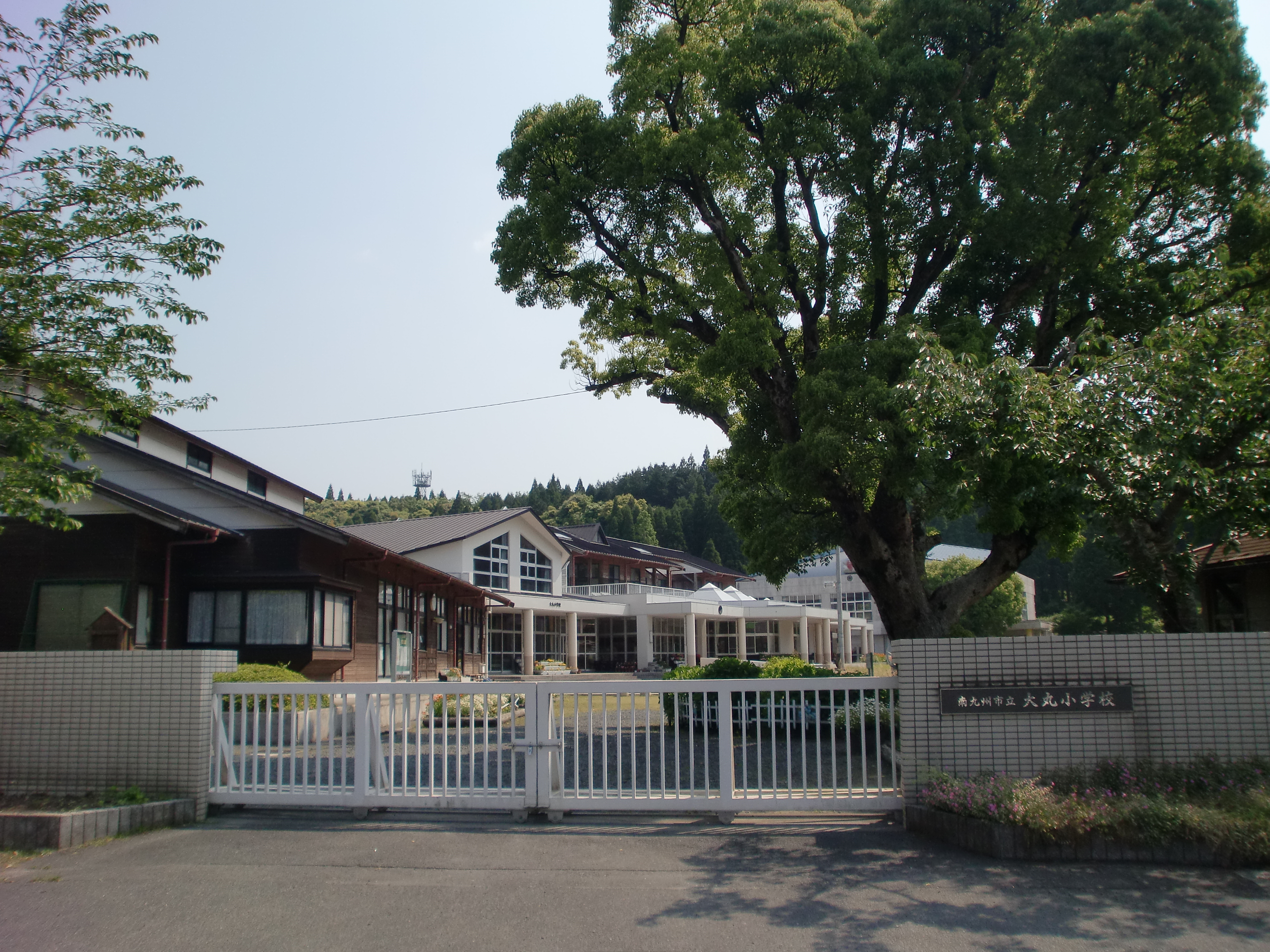
川辺町立大丸小学校

### 電話番号
市外局番は町内全域が「0993」。市内局番が「5X」 - 「8X」の地域との通話は市内通話料金で利用可能（加世田MA）。収容局は加世田川辺局、勝目局。

### 郵便番号
郵便番号は町内全域が「897-01xx」および「897-02xx」（川辺郵便局）である。

## 交通

### 空港
町内には空港はなく、以下の空港が最寄の空港である。
- 鹿児島空港（車で約90分）
- 枕崎飛行場（車で約40分）

定期便無し(道路標識では枕崎空港表記となっている)。なお、枕崎飛行場は赤字続きだったため現在はソーラー発電所、緊急ヘリポートとなっている

### 鉄道路線
薩南中央鉄道（のちの鹿児島交通知覧線）により1927年に阿多〜薩摩川辺間、1930年に薩摩川辺〜知覧間が開通し、廃止時は川辺町の区域に5駅（田部田、薩摩川辺、野間、東川辺、小野）が設置されていたが、1965年に全線が廃止され、以降川辺町内には鉄道路線は走っていない。JR指宿枕崎線が最寄の路線である。最寄り駅は五位野駅。

### 一般バス路線
- 鹿児島交通
- ひまわりバス

### 道路

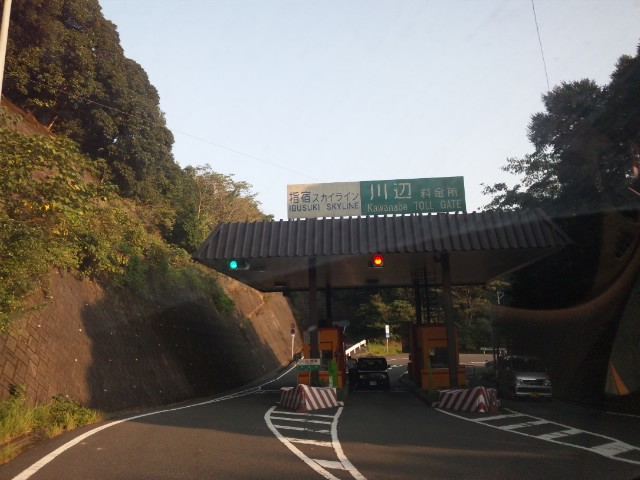
川辺インターチェンジ

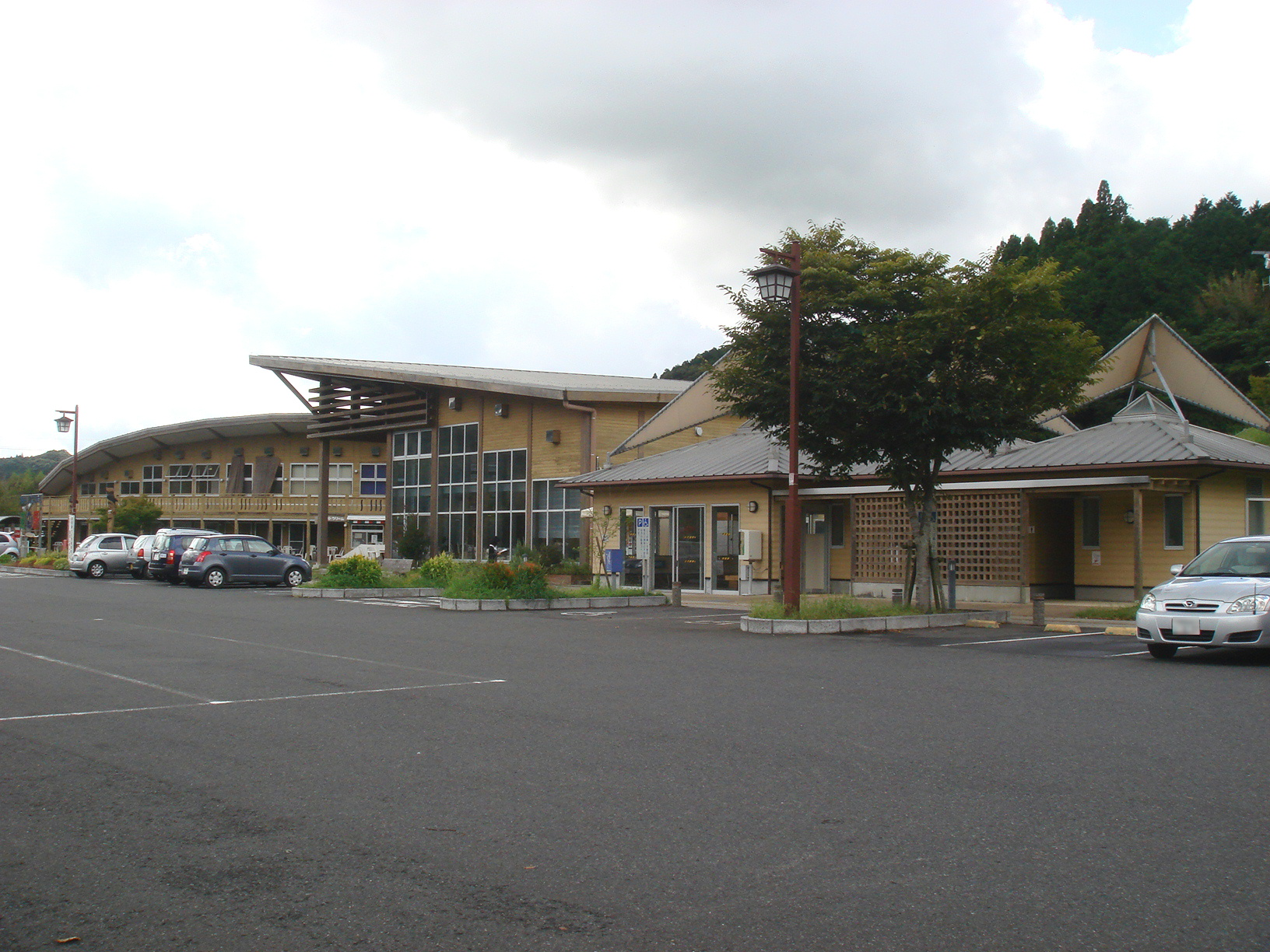
道の駅川辺やすらぎの郷

#### 有料道路
- 指宿スカイライン

川辺IC

#### 一般国道
- 国道225号

道の駅：道の駅川辺やすらぎの郷

#### 主要地方道
- 鹿児島県道17号指宿鹿児島インター線
- 鹿児島県道19号鹿児島川辺線
- 鹿児島県道27号頴娃川辺線
- 鹿児島県道31号加世田川辺線

#### 一般県道
- 鹿児島県道263号霜出川辺線
- 鹿児島県道265号打木谷白沢津線
- 鹿児島県道275号松薗加世田線
- 鹿児島県道291号松元川辺線
- 鹿児島県道297号阿多川辺線

## 名所・旧跡・観光スポット・祭事・催事
- 高田磨崖仏・清水磨崖仏

磨崖仏まつり（11月14日）会場:清水岩屋公園
- 二日市（2月第一土・日曜日）
- 清水岩屋公園

公園脇に名水百選に選ばれた湧水があり多くの利用者に愛される
- 清水の湧水（水元神社）
- 森林馬事公苑(閉鎖が決定している)
- オートキャンプ　森のかわなべ
- 平山城址と勝目城址
- 八瀬尾の滝
- 稲荷町六月灯(7月7日)
- 祇園祭（7月）
- 高田隠れ念仏　磨崖仏(水汲み場があり利用者に人気である)

## 川辺町出身の有名人
- 川口幹夫（第16代NHK会長）
- 鮫島重雄（陸軍大将）
- 諏訪高広（元プロレスラー、県立薩南工業高校卒）
- 式守伊之助 (30代)（大相撲立行司）
- 徳田二次郎（前日本男性最高齢）
- 高良武久

### 川辺町にルーツがある有名人
- 有村藍里・有村架純姉妹（父親が川辺町出身）
- 古市憲寿（父親が川辺町出身[3]）

## その他
- 水の郷百選：心やすらぐ清水の里（平家落人伝説）